# Владимирский пруд (Москва)
Влади́мирский пруд (Хлу́довский пруд, Огуре́ц) — искусственный водоём Мещёрской озерно-ледниковой низменной равнины, расположен на востоке г. Москва, в северо-западной части района «Перово» Восточного административного округа Москвы. Вырыт и заполнен в XVIII веке.

## Описание
Владимирский пруд расположен в бассейне р. Нищенки (на её закрытом левом притоке), на территории парковой зоны около станции «Шоссе Энтузиастов» Калининской линии Московского метрополитена им. В. И. Ленина. По состоянию на 2000-е гг. площадь водоёма составляет 2,3 га (Т. В. Муртузина и Ю. А. Насимович указывают площадь водоёма в 2,5 га); средняя глубина — 2,5 м; объём воды во Владимирском пруду — 22,5 тыс. м³. Урез воды — 147, 6 м над уровнем моря (по данным на 2013 г. — 147, 8 м (западный берег); 148, 3 м (восточный берег)). До 2021 года пруд был обрамлён бетонными берегами с заасфальтированными пешеходными набережными; у вестибюля станции «Шоссе Энтузиастов» располагался неиспользуемый причал (к 2000-м гг.). После реконструкции 2021-2022 годов по периметру берега пруда установлены коробчатые габионы, заполненные гранитным камнем. Часть берега оборудована пологими спусками из лиственницы для удобного выхода водоплавающих птиц на сушу.
Пруд окружен сквером площадью 5,1 гектара. Берега пруда окружены травяными откосами высотой от 1 до 3-4 метров. Вокруг пруда имеется дорожка с велосипедной разметкой и ограждение. Устроен спуск к смотровой площадке у воды. С 2014 года сквер у Владимирского пруда входит в состав Перовского парка культуры и отдыха. Сквер расположен по адресу ул. Электродная, 2 (станция метро «Шоссе Энтузиастов»).

## Название
Название Хлудовский пруд появилось на картах Москвы в 1910 году (издания Московской Думы). Позднее по названию пруда был назван питающий его Хлудовский ручей — левый приток реки Нищенки.
Современное название дано по соседнему Владимирскому шоссе (ныне шоссе Энтузиастов), Владимирскому посёлку (нынешний район 1-й, 2-й и 3-й Владимирских улиц, названы в 1950 г.). Народное название водоёма — Огурец.

## История
Первые упоминания о водоёме на левом притоке Нищенки относятся к 1776 г. (большой водоём обозначен на карте 1776 г.).
В нач. XIX века на притоке сооружена плотина, что позволило увеличить площадь пруда до современной Электродной ул. (отмечено на карте 1838 г.).

## В художественной литературе
Владимирский пруд неоднократно упоминается в литературных произведениях в качестве обозначения места действия, например в 10-й главе повести «Русский писатель не любит ваниль» московского писателя Андрея Гусева, в ироническом стихотворении «Размышления у Владимирского пруда» поэта и прозаика Сергея Амана, а также у других авторов.

### Сноски
1. ↑  Водоём получил название Огурец из-за схожести продолговатой формы пруда с формой овоща.